# بوژانکا
بوژانکا (به لهستانی:  Bożanka) یک روستا در لهستان است که در گمینا تژبیلینو واقع شده است. بوژانکا ۸۱ نفر جمعیت دارد.